# Le Portrait de l'amiral
 (juillet 2025).
Pour plus de détails, voir Fiche technique et Distribution.
Le Portrait de l'amiral (titre flamand : Het portret van den admiraal) est un film muet belge réalisé par Maurice Le Forestier, sorti en 1921.

## Fiche technique
- Titre : Le Portrait de l'amiral
- Titre flamand : Het portret van den admiraal
- Réalisation : Maurice Le Forestier
- Scénario : Maurice Le Forestier
- Photographie :
- Montage :
- Producteur : André Jacquemin
- Société de production : Le Film cinématographique belge
- Société de distribution :
- Pays de production :  Belgique
- Métrage :
- Langue : film muet avec les intertitres en français
- Format : Noir et blanc — 35 mm — 1,33:1 — Muet
- Genre : Film d'aventure
- Durée :
- Date de sortie :
  - Belgique : 1921

## Distribution
- Paule Claude : Maud Noirval
- M. Delhez : Raoul Dupré
- Edmond Duquesne : Noirval
- Fernande Dépernay : Nounou
- M. Tordeur : Paul